# Tadeusz Kulig

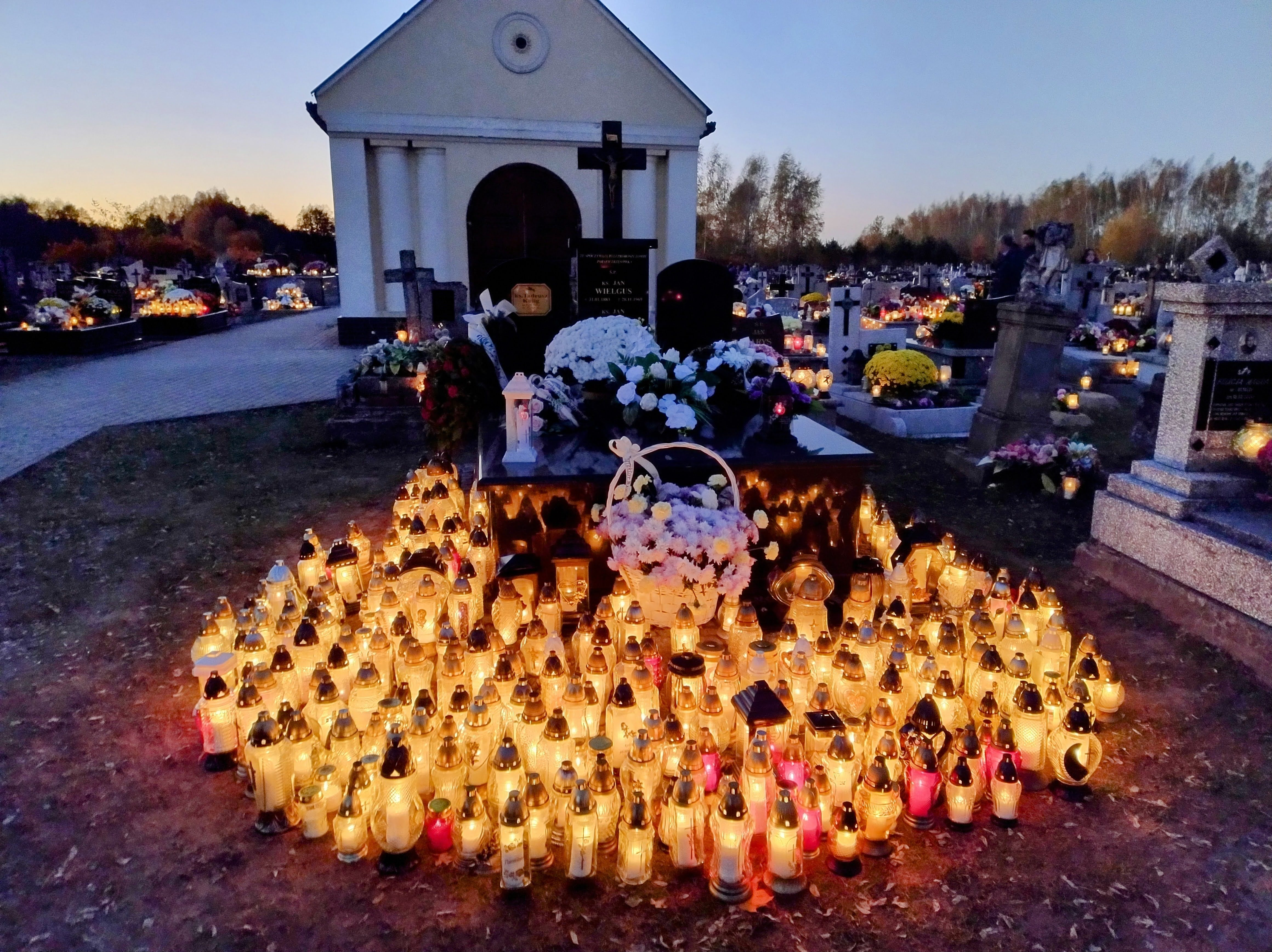
Grób Tadeusza Kuliga na cmentarzu w Trzęsówce (1 listopada 2024)

Tadeusz Kulig (ur. 21 sierpnia 1927 w Jurkowie, zm. 15 października 2024) – polski duchowny rzymskokatolicki, honorowy obywatel gminy Cmolas.

## Życiorys
Uczył się w szkołach w Jurkowie, Dobrej i Limanowej, a następnie w Wyższym Seminarium Duchownym w Tarnowie. 3 maja 1953 roku przyjął święcenia kapłańskie z rąk bp. Karola Pękali. We wrześniu tegoż roku rozpoczął posługę w parafii w Starym Wiśniczu, a następnie w Uściu Solnym.
W 1961 roku rozpoczął posługę w parafii św. Anny w Trzęsówce, a rok później został jej proboszczem. Podczas pełnienia tej funkcji powstała wikarówka (której budowa spowodowała konflikt z władzami), plebania oraz kaplica w Ostrowach Baranowskich. W 1998 roku jego staraniem rozpoczęto budowę nowego kościoła, którą zakończono w 2004 roku. W 2002 roku ks. Kuliga na stanowisku proboszcza zastąpił ks. Stanisław Majda.

## Odznaczenia
3 kwietnia 2018 roku rada gminy Cmolas nadała mu tytuł honorowego obywatela gminy.